# Papirus Oxyrhynchus 17
Papirus Oxyrhynchus 17 oznaczany jako P.Oxy.I 17 – fragment drugiej księgi (rozdziały 7 i 8) Wojny peloponeskiej Tukidydesa napisanej w języku greckim. Papirus ten został odkryty przez Bernarda Grenfella i Arthura Hunta w 1897 roku w Oksyrynchos. Fragment jest datowany na II lub III wiek n.e. Przechowywany jest w Milton S. Eisenhower Library Uniwersytetu Johnsa Hopkinsa. Tekst został opublikowany przez Grenfella i Hunta w 1898 roku.
Manuskrypt został napisany na papirusie, prawdopodobnie w formie zwoju. Rozmiary zachowanego fragmentu wynoszą 7 na 5,3 cm. Fragment zawiera 13 linijek tekstu. Tekst jest napisany małą i pionową uncjałą. P.Oxy.I 17 jest jednym z około 20 papirusów z fragmentami Wojny peleponeskiej znalezionych w Oxynrhynchus.